# Typ PF(C)
Die Standardschiffe des Typ PF(C) zählen zur Gruppe der Empire-Schiffe. Sie wurden während des Zweiten Weltkriegs auf britischen Werften gebaut.

## Einzelheiten
Vor dem Hintergrund des anfangs erfolgreichen deutschen U-Boot-Krieges des Zweiten Weltkriegs kam es auf britischer Seite zu einer Verknappung von Frachtraum. Die britische Regierung ließ den Bau von Schiffen in der Werftindustrie des Vereinigten Königreichs bald nach Kriegsbeginn auf den Bau von Standardschiffen umstellen. Die ersten in Serie gebauten Stückgutschiffe waren die Typen „X“ und „Y“. Nachdem der Typ „Y“ im Zuge der British Merchant Shipbuilding Mission 1940 als Basis zur Entwicklung des Ocean-Typs gedient hatte, entstanden noch im selben Jahr Pläne des ersten Nachfolgetyps Typ PF(A), der anders als seinerzeit üblich, aus vorbereiteten Sektionen entstehen sollte (das PF steht für pre fabricated). Im Zuge der Niederlage Frankreichs wurden jedoch einige Werften, die diesen Typ hätten bauen sollen, anderweitig beansprucht. Darüber hinaus stellte sich der Transport der angedachten schweren Sektionen als Problem für die kleineren Werften heraus, was zu einer nochmaligen Überarbeitung der Pläne und dem Entwurf des Typ PF(B) führte. Darauf aufbauend entwickelte man 1942 den Typ PF(C).
Wie die vorhergehenden Typen fußte der Entwurf des TY PF(C) auf den seinerzeit üblichen britischen Trampschiffen mit einer Tragfähigkeit von rund 10.000 Tonnen. Die Unterschiede zum direkten Vorgänger PF(B) lagen in den größeren Luken und dem umfangreicheren Ladegeschirr, die den Ladungsumschlag größerer Kolli erleichtern sollten, sowie in den mittschiffs angeordneten Aufbauten, die in der Mitte nicht mehr durch eine Luke zum Laderaum 3 geteilt waren. Wie die PF(B)-Schiffe hatte der Rumpf des Typ PF(C) keinen Sprung mehr, sondern nur noch einen Knick im Vorschiffs- und Achterschiffsbereich. Darüber hinaus schloss der Typ achtern mit einem dreieckigen Spiegelheck ab. Die Schiffe wurden mit einer Dreizylinder-Dampfmaschine als Antriebsanlage ausgerüstet.
Aus dem Typ PF(C) wurde später der Typ Typ PF(D) entwickelt.